# Viva Hate
Viva Hate er sangeren og sangskriveren Morrisseys debutplade, udgivet den 22. marts 1988. 

## Numre
1. "Alsatian Cousin"
2. "Little Man, What Now?"
3. "Everyday Is Like Sunday"
4. "Bengali in Platforms"
5. "Angel, Angel Down We Go Together"
6. "Late Night, Maudlin Street"
7. "Suedehead"
8. "Break Up the Family"
9. "The Ordinary Boys"
10. "I Don't Mind If You Forget Me"
11. "Dial-a-Cliché"
12. "Margaret on the Guillotine"

## Musikere og andre medvirkende
- Fenella Barton – violin
- Anton Corbijn – fotografi
- Mark Daves – cello
- Mark Davies – cello
- Caryn Gough – Layout Assistent
- Richard Koster – violin
- Steve Lillywhite – producer
- Eamon Macabe – fotografi
- Rachel Maguire – cello
- John Metcalf – viola
- John Metcalfe – viola
- Morrissey – komponist, vokal, tekstforfatter, omslag
- Andrew Paresi – trommer
- Vini Reilly – guitar, keyboard
- Linder Sterling – fotografi
- Stephen Street – Bas, Guitar, sangskriver, Guitar, Producer
- Alan Winstanley – Producer
- Robert Woolhard – Cello
- Robert Woollard – Cello